# Hadiatou Diallo Barry
Pour les articles homonymes, voir Barry.
Hadiatou Diallo Barry de son vrai nom Hadiatou Barry, née en république de Guinée, est une femme banquière et influenceuse dans le domaine bancaire en Afrique de l'Ouest.

## Parcours
Hadiatou Diallo Barry, la banquière fut d'abord cadre de l'Ecobank Guinée, puis elle pilota l'ouverture de la banque UBA guinée et elle termine à NSIA banque d'où elle démissionna en novembre 2017 pour se concentrer sur sa passion entrepreneuriale .
Aujourd'hui Hadiatou Diallo Barry, est présidente fondatrice du Groupe AKIBA Finance SA.

## Prix et reconnaissances
- 2022 : Femme Entrepreneure de l’année lors de l’édition 2022 de l’African SME Champions Forum (Abidjan- Côte d'Ivoire)[7].
- 2022 : Désignée comme l’une des 100 femmes africaines les plus inspirantes du 21ième siècle[8]